# Рачинський Костянтин Олександрович
Костянтин Олександрович Рачинський (1 квітня 1838, с. Татеве, Бєльський повіт, Смоленська губернія, Російська імперія — 1909, там же) — магістр фізики, ректор Московського сільськогосподарського інституту. 

## Біографія
Походив з дворянського роду Смоленської губернії Рачинських. Народився в родовому маєтку Татеве Бєльського повіту Смоленської губернії. Його батько — Олександр Рачинський, мати — сестра поета Є. А. Баратинського, Варвара. Був молодшим у сім'ї; один зі старших братів — відомий педагог Сергій Рачинський. 
Здобув домашню початкову освіту. У 1854 році вступив на фізико-математичний факультет Московського університету. За кандидатський твір на тему «Теорія коливання струни» отримав золоту медаль і по закінченню курсу першим кандидатом був залишений на кафедрі фізики для приготування до професури. Через деякий час, після складання магістерського іспиту, був відряджений на два роки за кордон, у Гейдельберг. Після повернення в Російську імперію, ад'юнкт Костянтин Рачинський зі своїм братом Сергієм, також ад'юнктом московського університету, у 1861 році «виявили бажання жертвувати щорічно зі своєї платні кожен по 500 руб. сріблом за кордон для удосконалення в математичних і природничих науках молодих людей за призначенням фізико-математичного факультету». На ці кошти у 1862 році був відряджений за кордон Олександр Столетов. 
У 1862 році, для здобуття ступеня магістра фізики, Костянтин Рачинський представив у Московському університеті дослідження «Щодо відображення поляризованого світла від поверхні прозорих тіл» (М.: Унів. Тип., 1862. — 43 с.). Того ж року він одружився з Марією Дараган. Мати Марії мала значні маєтки, що вимагали великої уваги й у 1864 році К. Рачинський був змушений виїхати в маєток дружини Рубанка Конотопського повіту Чернігівської губернії. З самого початку відкриття земських установ Костянтин Рачинський став повітовим і губернським гласним; був обраний почесним мировим суддею; три роки був членом губернської земської управи. 
У 1877 році овдовів. Виховання дітей, сина і дочки, взяла на себе його сестра — Варвара Рачинська (1836⁣ — ⁣1910), яка переїхала до них у село . У 1894 році він несподівано отримав пропозицію від міністра землеробства і державного майна Олексія Єрмолова обійняти посаду директора Московського сільськогосподарського інституту, який відкрився 6 червня 1894 року замість тільки що скасованої Петровської сільськогосподарської академії — через 30 років відбулося його повернення в Москву. Інститутом він керував до весни 1904 року. Рада Московського сільськогосподарського інституту за заслуги обрала його своїм почесним членом. Потім, передавши чернігівський маєток своєму синові Олександру, він відправився доживати останні роки в родовий маєток Татеве, де і помер влітку 1909 року. 

## Родина

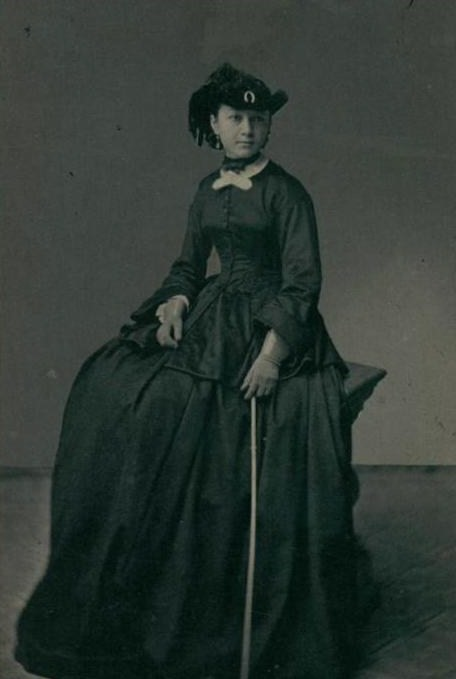
Марія Рачинська (Дараган)

Дружина: Марія Дараган (пом. 1877), єдина донька полковника лейб-гвардії Кінно-гренадерського полку Олександра Дарагана (1808 — після 1844) від шлюбу його з Ганною Євгенівною Кромидою (1823⁣ — ⁣1898); вдовою, вийшла заміж за Ніколая Фролова. 
Донька: Марія (29 вересня 1865 — 2 липня 1900, після закінчення жіночої приватної класичної гімназії Софії Фішер вступила в перший жіночий коледж Кембриджського університету, курс якого закінчила по факультету математики. У липні 1895 вона вийшла заміж за графа Сергія Толстого — сина письменника. Олександра Толста писала: «Великою радістю для всієї родини було одруження Сергія на Мані Рачинській, доньці директора відомої сільськогосподарської Петровської Академії. Важко було собі уявити сором'язливого, потайного, що соромиться вираження будь-яких почуттів, некрасивого Сергія, що залицяється до гарненької, привабливої дівчини, Мані Рачинської. Тетянина подруга була чарівною, розумною, милою, освіченою (вона закінчила університет в Англії)». Але вже після весільної подорожі вони розійшлися (19 листопада 1896 року) неодноразово, а в липні 1897 року народився син, Сергій — Олександра Толста відзначала: «Ніхто не знав справжньої причини, чому несподівано Маня, яку так ласкаво прийняли в сім'ю, яку Сергій так любив, несподівано його кинула. Кругом робилося, як завжди, багато припущень, звинувачували Маню, гидко пліткували. Сергій мовчав». Після пологів вона захворіла на сухоти; у 1898 році виїхала лікуватися за кордон, де і померла (в Англії) . 
Син: Олександр (бл. 1867 — 1930?) — чернігівський губернський предводитель дворянства, член Державної Ради Російської імперії, член Помісного собору 1917—1918 рр. 